# Sebastião Camargo
Sebastião Camargo (Jaú, 25 de setembro de 1909 – São Paulo, 26 de agosto de 1994) foi um empresário brasileiro, fundador da construtora Camargo Corrêa.

## Começo
Sebastião Ferraz de Camargo Penteado era filho de fazendeiros. Em 1926, seu pai morreu deixando os dez filhos órfãos e o dinheiro se esvaeceu Sebastião Camargo estudou só até o terceiro ano primário. Aos 17 anos, aprendeu a transportar terra retirada de construções usando uma carroça puxada por um burro. Tomou gosto pelo negócio e, em 1939, comprou duas carroças. Com a pá em punho e as rédeas nas mãos, Camargo ajudou a construir as estradas que se multiplicavam pelo interior de São Paulo.
Logo aprendeu terraplenagem e se transformou num modesto empreiteiro. Em 1936 conheceu o advogado Sylvio Brand Corrêa e os dois abrem um pequeno escritório no centro de São Paulo. Juntam-se a mais um sócio, Mauro Marcondes Calasans e,  em 27 de março de 1939, surge a Camargo, Corrêa & Cia. Ltda. – Engenheiros e Construtores, passando a atuar oficialmente como construtora, com sede na rua Xavier de Toledo, também no centro da capital paulista.
Em 1940, Sebastião Camargo adquiriu um trator, o que significou grande vantagem tecnológica em relação à concorrência. 
Nos anos 50, a construção de Brasília era o sonho do empreiteiro. Ao participar da licitação, ouviu de um assessor do presidente Juscelino Kubitschek que a Camargo Corrêa não tinha máquinas em número suficiente para encarar as obras da nova capital. "Pois então me dê três dias e eu provo que o senhor está enganado", respondeu, contrariado. Quando o prazo expirou, o empresário desfilou pelo cerrado com mais de 100 tratores vindos de seus canteiros de São Paulo, Rio de Janeiro e Goiás. Coube à Camargo Corrêa a abertura de várias estradas que possibilitaram o acesso à capital federal. 
Em 1960, Juscelino Kubitschek sugeriu que Sebastião Camargo construísse um moinho de trigo para abastecer Brasília. Preocupado com o rigor técnico que a tarefa exigia, ele trouxe um especialista da Suíça para garantir a qualidade do serviço. Batizou-o de Moinho de Trigo Jauense. 
Em 1962, quando a empreiteira construiu a hidrelétrica Usina Hidrelétrica Engenheiro Sousa Dias (também conhecida por Usina de Jupiá), no rio Paraná, uma das maiores do Brasil, concluída em 1968, o tamanho da obra obrigou que uma cidade fosse construída ao seu redor para alojar os 12 mil funcionários. 
Nos anos 70, a construtora entrou na licitação para as obras da Ponte Rio-Niterói e tirou o segundo lugar. Mortes de pedreiros e desmoronamentos em meio à construção obrigaram o presidente Emílio Garrastazu Médici a pedir ao empreiteiro que assumisse a obra. "Pois não, senhor presidente, mas vou fazer do meu jeito. Vou começar derrubando tudo e partir do zero", respondeu Camargo.

## Grupo Camargo Corrêa
A Camargo Corrêa & Cia Ltda. Engenheiros e Construtores foi responsável por mais de mil obras (incluindo as rodovias Imigrantes e Bandeirantes, o gasoduto Brasil-Bolívia, além da usina nuclear de Angra I e as hidrelétricas de Ilha Solteira, Itaipu e Tucuruí).
A partir dos anos 1990, o empresário passou a fazer parte da lista de bilionários da revista Forbes e sua fortuna pessoal foi avaliada em US$ 1,3 bilhão. Foi casado com Dirce Camargo, falecida aos 20 de abril de 2013, e teve três filhas, Rosana Camargo de Arruda Botelho, Renata de Camargo Nascimento e Regina de Camargo Pires Oliveira Dias. 
Após a sua morte por insuficiência respiratória em 1994, o controle da Holding Morro Vermelho, que abrangia 34 empresas dos mais variados setores, incluindo agricultura, siderurgia, têxtil, alumínio e transporte, passou para os genros Fernando de Arruda Botelho, Luiz Roberto Ortiz Nascimento e Carlos Pires Oliveira Dias.
Fernando Botelho faleceu em 13 de abril de 2012 em acidente aéreo na cidade de Itirapina, interior de SP.
O presidente do grupo é Vitor Hallack.:p.64